# Alviks strand

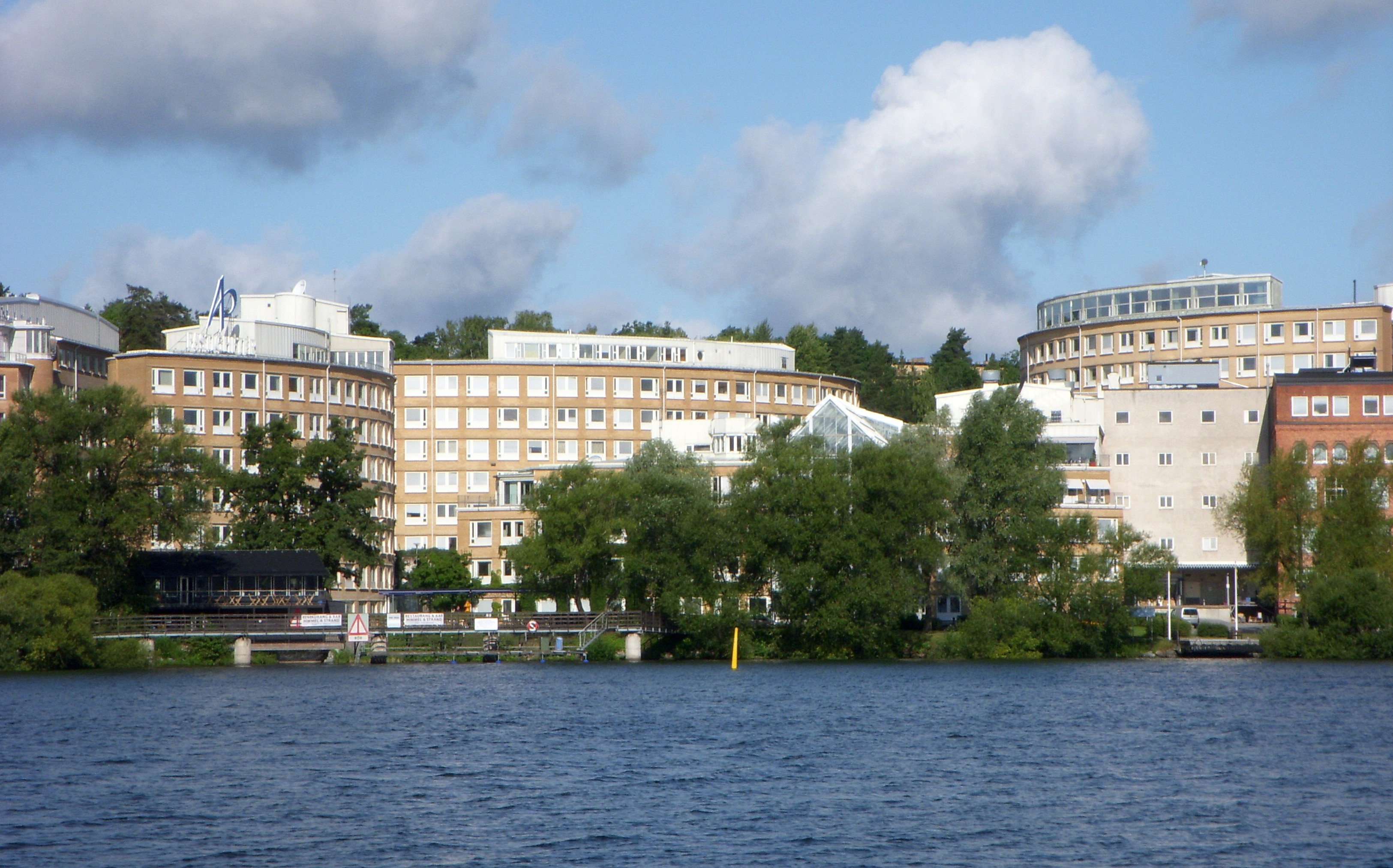
Alviks strand, vy från Stora Essingen.

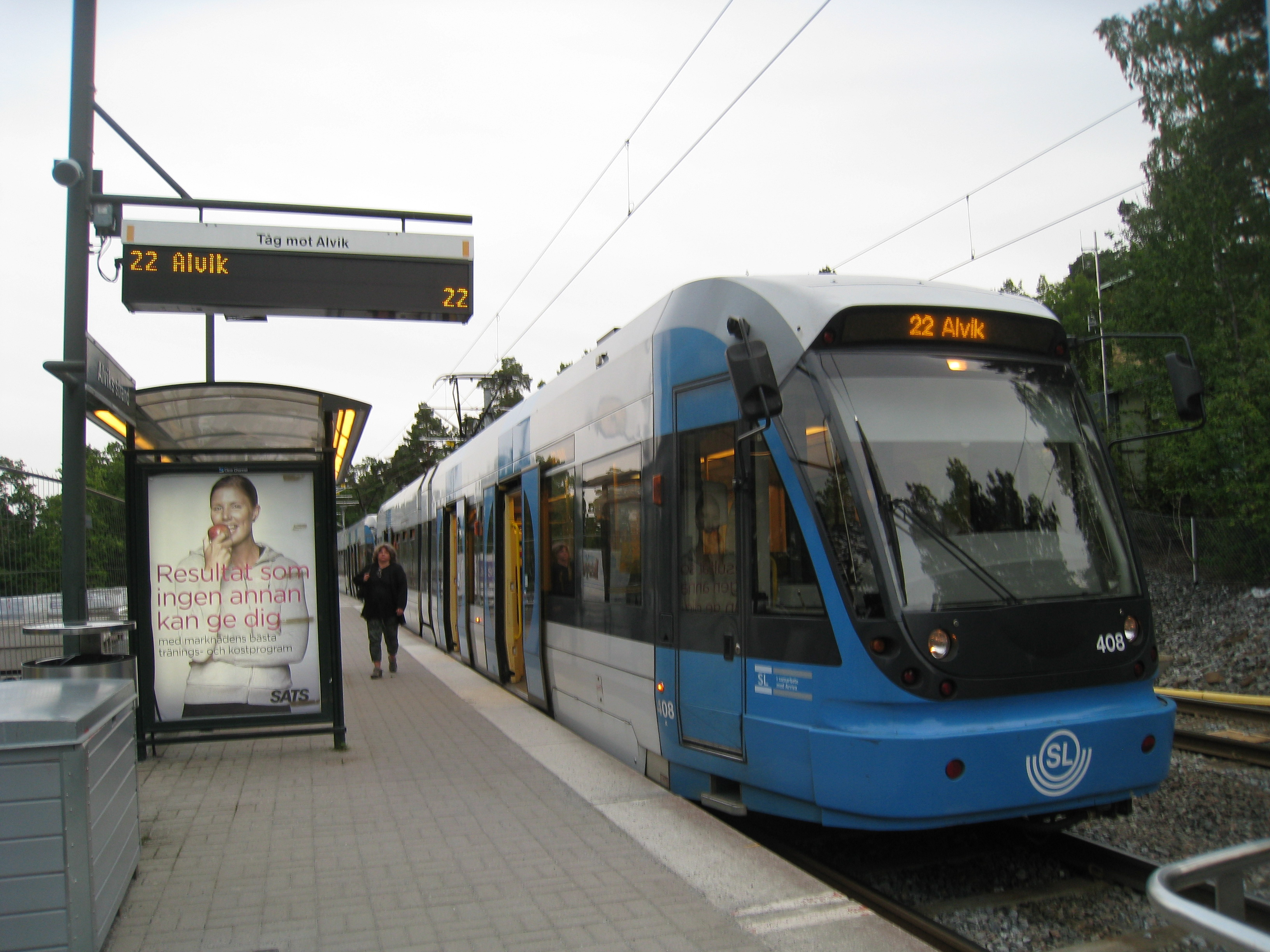
Alviks strands hållplats på Tvärbanan.

Alviks strand är ett område i stadsdelen Alvik i västra Stockholm som gränsar till Mälaren. Områdets huvudgata är Gustavslundsvägen och inom området finns huvudsakligen kontor och några restauranger. I norr ansluter Tranebergs strand och i söder Alviks friluftsområde och Alviksbron.
Ovanför Alviks strand, där Alviks gamla industriområde låg vid Mälaren, gränsar Äppelvikens område. I Äppelviken började ett villaområde att uppföras under 1910-talet. De äldsta husen där är från omkring 1914. Under 1920-talet byggdes flerfamiljshus och vid Runda Vägen 18-23 uppfördes 1935 Brommahemmets smalhus för pensionärer. Mest känd är Elfvinggården, som uppfördes 1940 "för mindre bemedlade kvinnor". Elfvinggårdens gula tegelhus ritades av Backström & Reinius Arkitekter AB. 
Alviks strand är även namnet på en spårvagnshållplats på Tvärbanan i stadsdelen Alvik, den ligger mellan hållplatserna Alvik och Stora Essingen. 

## Bebyggelsen
Alviks strand är ett kontorsområde inom södra delen stadsdelen Alvik i Bromma väster om Stockholm. Området ligger vid vattnet vid Mälarens strand.
På 1990-talet fick Bromma ett centrum med småstadsatmosfär i anslutning till tunnelbanan, 12:s spårvagn och den då nya Tvärbanan. Här finns affärer och kontor, och ned mot Mälaren stod bostadsområdet Tranebergs strand klart 1994.
Under 1990-talet byggdes:
- kontorsområdena Alviks strand och Alviks terrass utmed Gustavslundsvägen.
- strandpromenaden, bostadsområdet Tranebergs strand, som tillhör stadsdelen Traneberg, med 300 lägenheter (klart 1994). Tranebergsstrand är beläget mellan Tranebergsbron och Alviks strand.
- Alviks torg (Vidängsplan), med ett rikt butiksutbud (invigdes 1998).
- SALK-hallen återuppbyggdes 1994 sedan tennishallen från 1937 brunnit 1993 (nyinvigdes 1994).
- Scandic Hotel, Gustavslundsvägen, Alviks strand.
- Tvärbanan med två stationer i Alvik, Alviks strand och Alvik vid tunnelbanan
- Alviks tunnelbanestations förnyelse.
- Restaurangen Sjöpaviljongen, med adress Tranebergs strand 4, byggdes på pålar ute i vattnet och fick en lätt träkonstruktion med drag av 1870-tal, och som påminde om Äppelvikens äldsta bebyggelse.

Det mesta är ritat av arkitektkontoret Arndt & Malmquist och byggt i rött fasadtegel och älvdalskvarsit. Kontorsområdet Alviks strand domineras av två storskaliga bebyggelsegrupper med karaktäristisk utformning.
- Den ena bebyggelsegruppen består av de mjukt svängda gula tegelhusen i Alviks strand, kv. Alvik 1:18.
- Den andra bebyggelsegruppen är de kubiska byggnaderna i rött tegel med fönsterband glasade takvåningar i Alviks terrass, kv. Racketen 10.

Den väg som går upp genom Racketen 10 har delvis karaktär av stadsgata. Kontorsområdet har planbestämmelserna KI, det vill säga kontor och industri, men innehåller idag ingen störande industriverksamhet.
I kontorsområdet vid Mälarens vatten och kring Alviks torg fanns år 2004 sammanlagt cirka 100.000 kvadratmeter kontor och kring torget cirka 4.000 kvadratmeter handel. Omkring 5.500 personer hade sin arbetsplats i stadsdelen Alvik på 161 olika arbetsställen

## Tvärbanan vid hållplatsen Alviks strand
Från Alvik kommer Tvärbanan i en cirka 250 meter lång tunnel, Alvikstunneln, och går därefter en bit i ett öppet bergsschakt genom naturmarken väster om kontors- och industriområdet innan den når hållplatsen Alviks strand. Därifrån går den vidare ut på Alviksbron mot Stora Essingen. Hållplatsen Alviks strand, som ligger alldeles intill Runda vägen, har fått sitt namn av arbetsområdet nedanför. Spårområdet utgör en barriär i området, som bara kan korsas norr om tunnelmynningen, vid hållplatsen eller på strandpromenaden under Alviksbron. Inför öppningen av den nya Kistagrenen av Tvärbanan (som sker december 2020, till att börja med går den till Bromma flygplats), så har Alviks strands hållplats byggts om så den får tre spår, varav det i mitten är för tåg från och mot Bromma som vänder och står en stund vid denna hållplats.

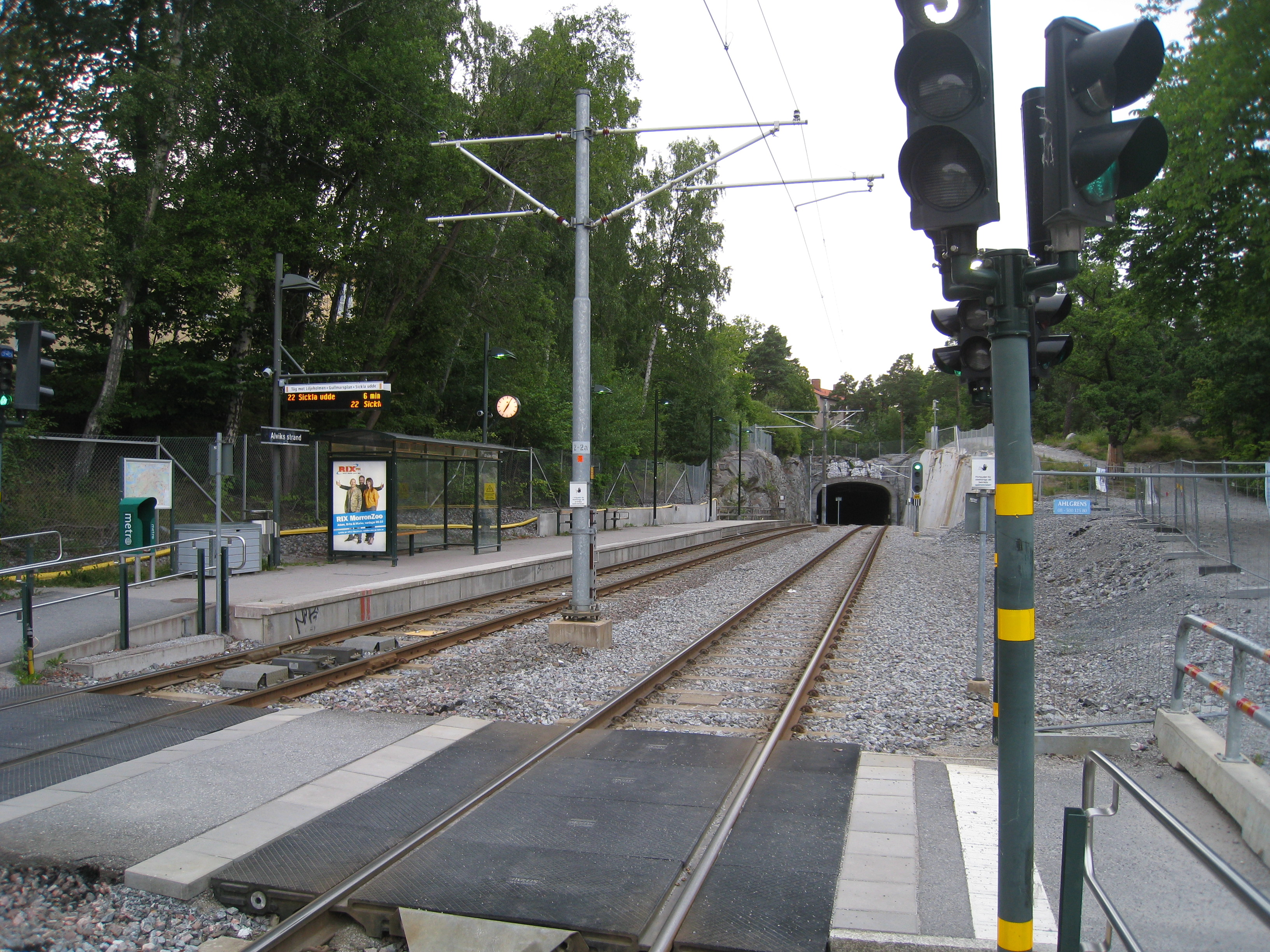
Hållplats Alviks strand på Tvärbanan. Vy mot norr.
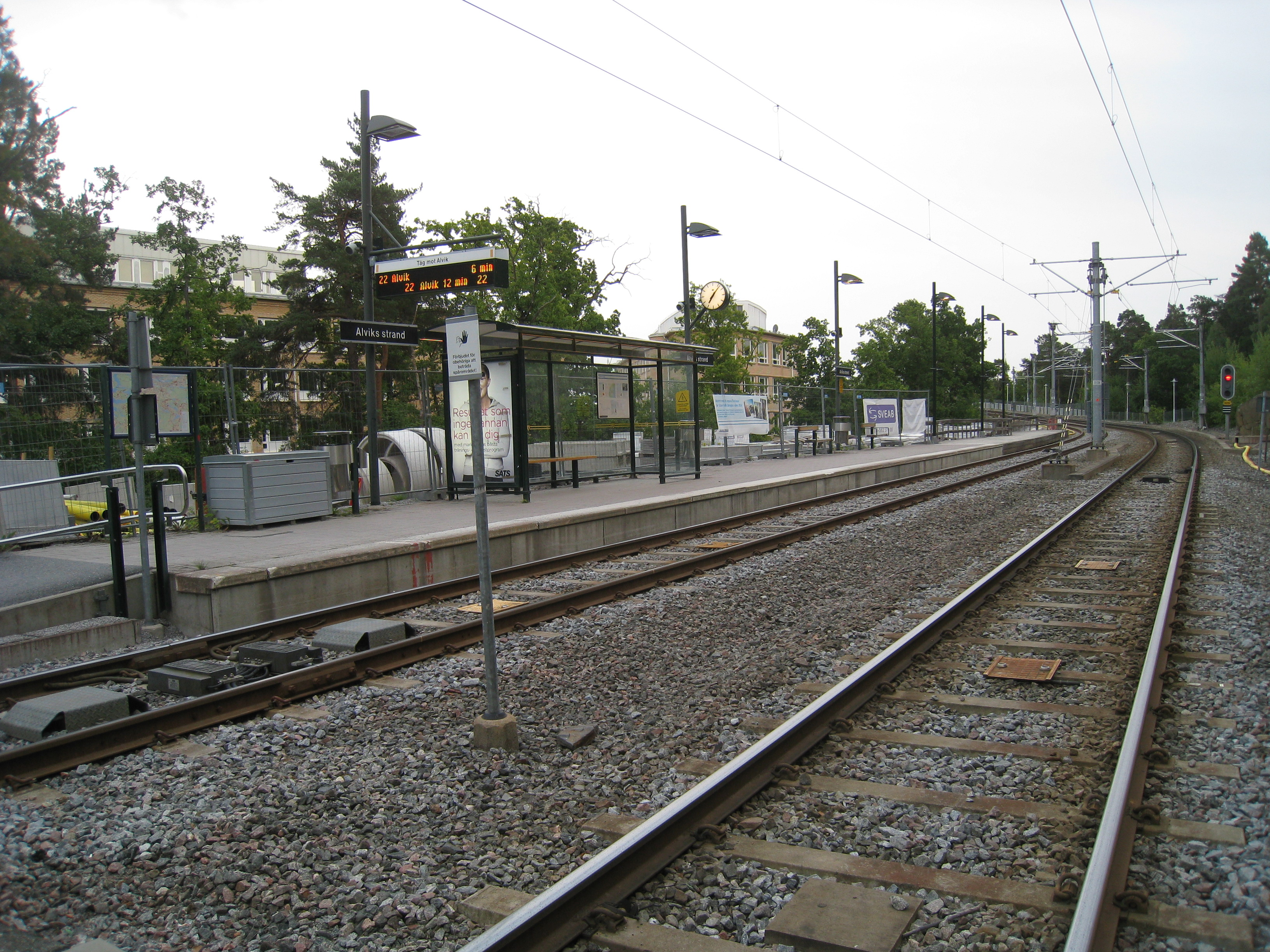
Hållplats Alviks strand på Tvärbanan. Vy mot söder.
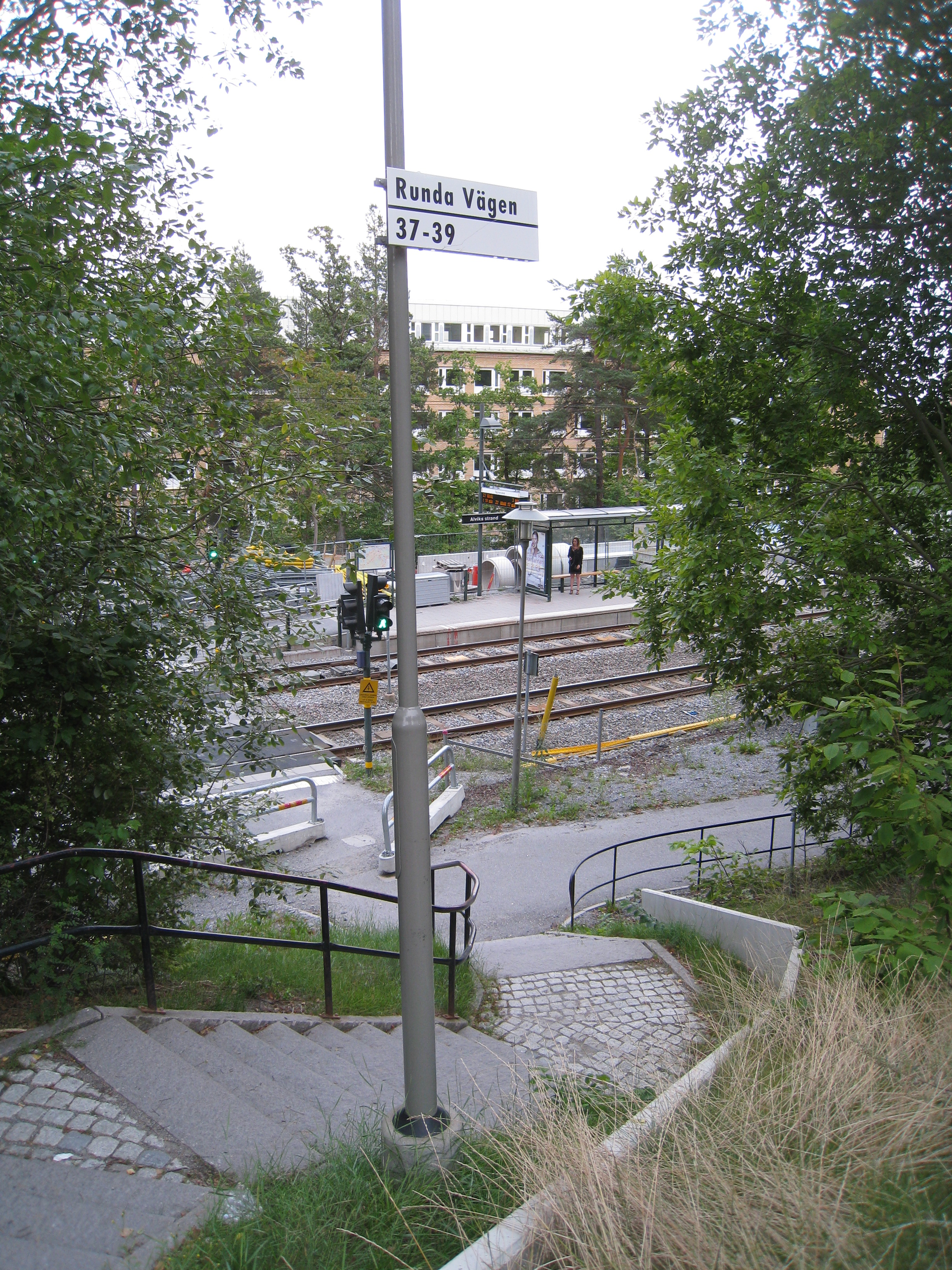
Hållplats Alviks strand på Tvärbanan. Vy från Runda Vägen.
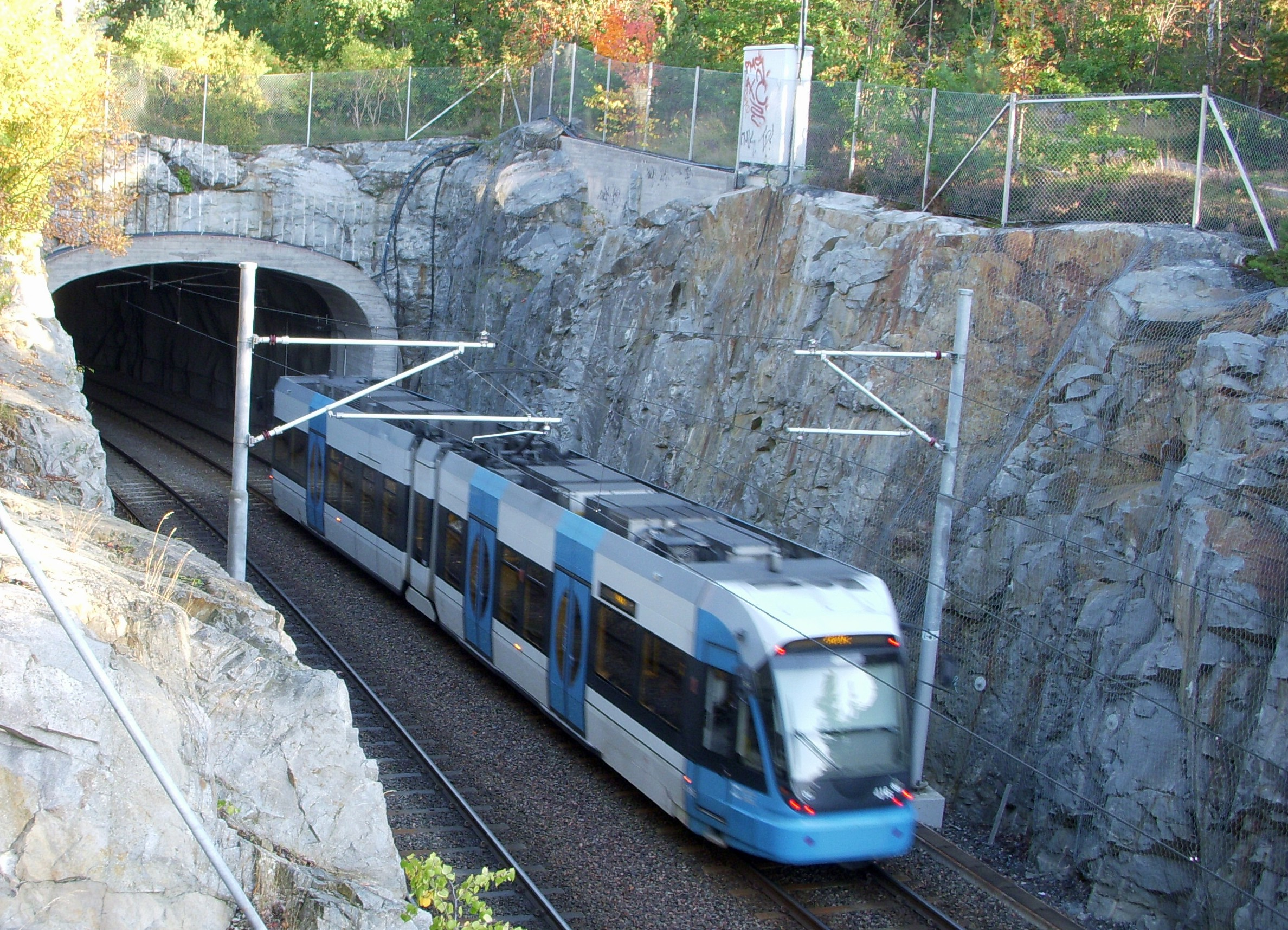
Alvikstunneln södra mynning. Tunneln går i berget under Alvik. Den förbinder hållplatserna Alvik och Alviks strand.

## Alviks torn
I Alviks strand byggdes under 2014-2015 ett nytt bostadskvarter, med bland annat Alviks Torn, som blivit Brommas nya landmärke. Det är ett 18-vånings höghus samt en lägre del med 9 våningar, med utsikt i flera väderstreck, bland annat mot Kungsholmen och Mälaren och över västra Bromma. Totalt är det 151 lägenheter i Alviks Torn. Arkitekter Lone Wiggers och Mads Mandrup Hansen. Arkitektfirma är C.F.Möller/Berg Arkitektkontor.

## Historik

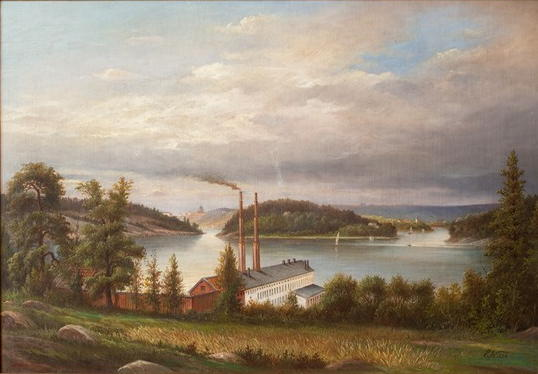
Utsikt från Alvik in mot staden, 1884. Nedanför berget vid Alviks strand syns byggnaderna till Lars Montén & Co:s stearinljusfabrik.

### Montén köpte Alvik och Äppelvikens gårdar
Alviks och Äppelvikens gårdar köptes 1864 av fabrikören och grosshandlaren Lars Montén (1785–1872), som grundade en stearinfabrik vid Mälarstranden. Senare tillverkade man även tvål och såpa i fabriken. År 1920 gick Monténs fabrik samman med Barnängens Tekniska Fabrik. Vita huset alldeles vid Mälarstranden, byggdes då om till huvudkontor och är nu den historiska kärnan i det nya kontorsområdet i Alvik tillsammans med den tegelröda fabriksbyggnaden från 1918.

### Monténs gamla fabriksområde
Av handelsbolaget Lars Montén köpte Stockholms stad 1908 Alviks säteri. Fabriksområdet Alviks säteri
ingick inte i köpet. Det blev en ovanligt dyr affär jämfört med tidigare markförvärv. Lantegendomsnämnden ansåg att stadens möjlighet till exploatering i direkt anslutning till innerstaden motiverade ändå köpet. I samband med markköpet gjordes ett första förslag till stadsplan för Alvik. Förslaget till den första stadsplanen ritades av August Emanuel Påhlman och innehöll två breda trafikleder: nuvarande Gustavslundsvägen och Alviksvägen. Alviksvägen drogs ungefär som den gamla landsvägen mellan Alviks och Smedslättens gård. En järnväg mot Nockeby var markerad med ett något annorlunda läge än den nuvarande 12:ans spårväg. Utmed båda huvudvägarna föreslogs sammanbyggda trevåningshus. Området i övrigt var avsett för villor med trädgårdar. På den branta sluttningen mot sjön i söder planerades ett parkområde, den nuvarande Mälarparken. Förslaget påminner mycket om den gällande stadsplanen, som fastställdes 1922, men förslaget kom att ändras flera gånger. Stadsplanen gjordes av Thure Bergentz och Per Olof Hallman. Planen skiljde sig från de tidigare genom att den tillät fyravåningshus utmed de två huvudvägarna. Dessa stadsplaner omfattade en mindre del av stadsdelen Alvik. Området norr om Drottningholmsvägen ingick inte i markköpet 1908. Det området planlades först under 1930- och 1940-talen. Inte förrän på 1970-talet började Monténs gamla fabriksområde att planläggas.

### Barnängens område och de historiska husen
Vid 1970-talets slut ritade arkitekt Lennart Bergström sju kopplade kontorspunkthus i tegel. De följdes av de bågformade husen från 1990 av CAN-arkitektkontor vid Alviks strand. Alviks Strands kontorskomplex blev färdigt 1988 och de byggdes på Barnängens fabriksområde. En nybyggnad på fabriksområdet är Alviks Strand Konferens vid Gustavslundsvägen 141. En annan byggnad är den tidigare fabriksbyggnaden från 1864, nu är det Alviks Strand Kontorshotell vid Gustavslundsvägen 143. Byggnaden var tidigare Lars Monténs stearinljusfabrik och från 1929 var här Barnängens Tekniska Fabrik fram till 1970-talet. På 1980-talet byggdes huset om och 2011 startade kontorshotellet.  Mellan det röda tegelkomplexet och vattnet ligger Vita huset, en byggnad från slutet av 1800-talet, och som från början innehöll en mjölksyrafabrik. Vita huset, som ligger alldeles vid Mälarstranden, byggdes om 1929 till huvudkontor för Barnängens Tekniska Fabrik och är nu den historiska kärnan i det nya kontorsområdet i Alvik tillsammans med den tegelröda fabriksbyggnaden från 1918. Det området sträckte sig ända till Gustavslundsvägen. Restaurang Sjöpaviljongen vid Alviks strand med adress Tranebergs strand 4 och bostadsområdet Tranebergs Strand färdigställdes 1994-1995. Anders Bodin Fastigheter, som var byggherre, byggde också Alviks Torg, har här strävat efter och lyckats få fram ett högkvalitativt bostadsområde.
En mindre byggnad som låg vid en entrégrind vid Gustavslundsvägen var Shantungskolan, som var ett skönhetsinstitut, som hörde till Barnängen och sedan sträckte sig Barnängenområdet ända bort till skogen. På Shantungskolans plats låg fram till mitten av 1800-talet ett brännvinsbränneri och därefter, under åren 1881-1936, ett tunnbinderi, som också hörde till Barnängen. År 1963 byggdes tunnbinderiets lokaler om för att hysa Shantungskolan, men det huset revs 1978. Precis på den plats där idag det nya Alviks Torn står låg tidigare tunnbinderiet, som senare blev Shantungskolan. 
Monténs gamla fabriksområde började inte planläggas förrän på 1970-talet. Då började området närmast vattnet exploateras på allvar. Det som tidigare präglats av industribyggnader från olika decennier domineras nu helt av stora kontorskomplex. På 1990-talet byggdes kontorsområdena vid Alviks strand och Alviks terrass utmed Gustavslundsvägen, Alviks torg invigdes 1998.

## Källa
- Stadsbyggnadskontoret, Planbeskrivning Runda Vägen/Alviksplan, 2006-06-16.
- Bebyggelseregistret (BBR), Riksantikvarieämbetet